# Psoi Korolenko

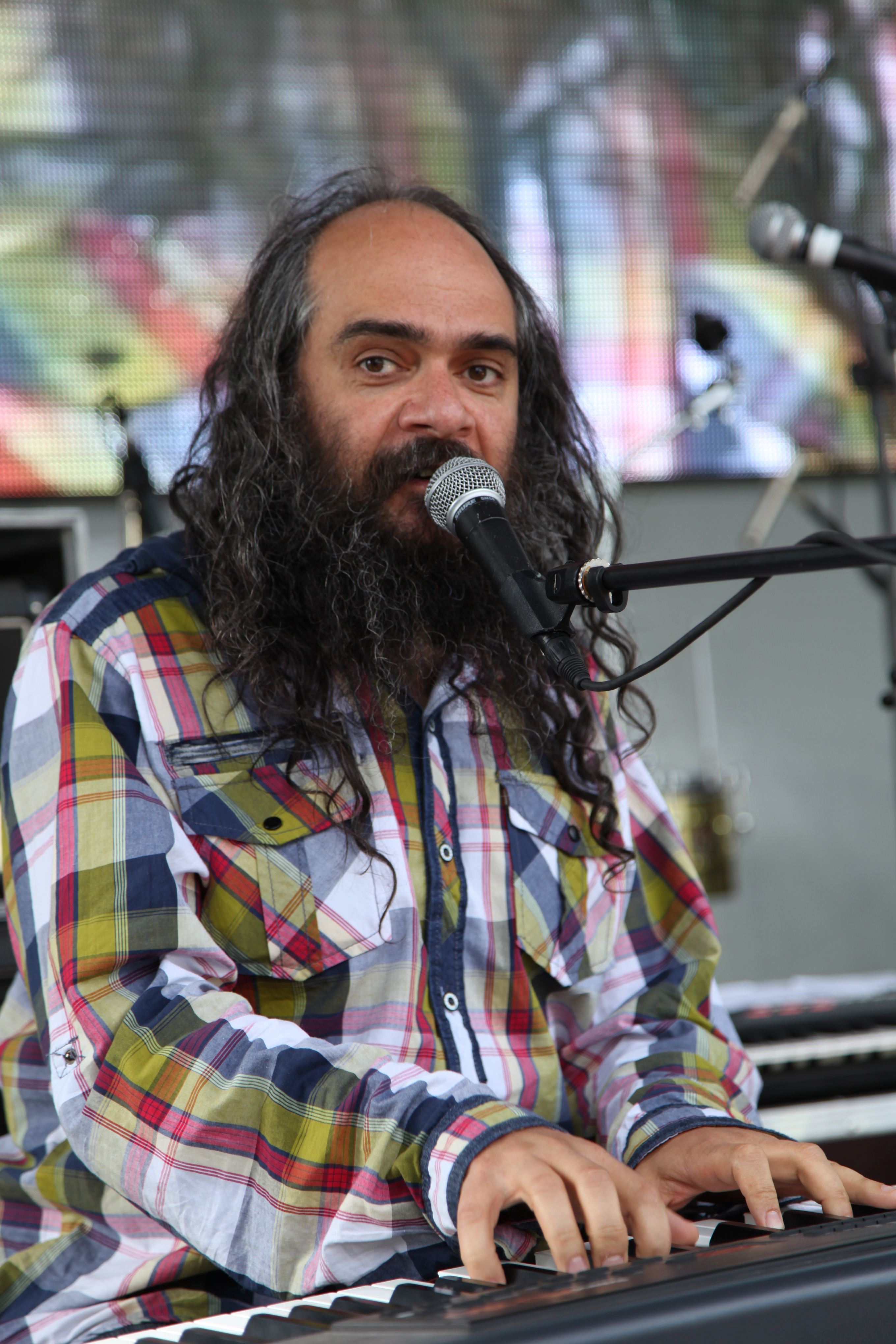
Psoi Korolenko (Festival „Pilorama“, Perm 2012)

Psoi Galaktionowitsch Korolenko (russisch Псой Галактионович Короленко; eigentlich: Павел Эдуардович Лион, Pawel Eduardowitsch Lion; * 26. April 1967 in Moskau) ist das Pseudonym eines russisch-jüdischen Liedermachers, Chansonsängers und Performancekünstlers. Unter seinem bürgerlichen Namen hat er sich auch als Slawist einen Namen gemacht.

## Biografie
Korolenkos Pseudonym ist eine Anspielung auf den russischen Schriftsteller Wladimir Korolenko (1853–1921), dessen Werke der Slawist erforscht.
Korolenko singt sowohl eigene als auch Lieder aus anderen Quellen und begleitet sich dabei selbst mit verschiedenen Tasteninstrumenten, hauptsächlich mit einem Casio-Synthesizer. Er variiert dabei verschiedene Liedtraditionen und singt in mehreren Sprachen, vor allem auf Russisch, Jiddisch, Englisch und Französisch. Psoi Korolenko tourt ausgiebig im Ausland, vor allem in den USA und Europa.